# ازدواج ناگزیر (فیلم)
ازدواج ناگزیر (به انگلیسی: Shotgun Wedding) یک فیلم اکشن کمدی رمانتیک آمریکایی محصول سال ۲۰۲۳ به کارگردانی جیسون مور بر اساس فیلمنامه‌ای از مارک همر با بازی جنیفر لوپز و جاش دوهامل است.
این فیلم در ۲۸ دسامبر ۲۰۲۲ در سنگاپور و اندونزی منتشر شد و در ۲۷ ژانویه ۲۰۲۳ توسط استودیو آمازون از طریق آمازون پرایم ویدئو انتشار یافت.

## طرح داستان
دارسی و تام خانواده‌های دوست‌داشتنی اما بسیار متفکر خود را برای جشن عروسی در مقصد نهایی می‌برند، درست زمانی که زوج سرد می‌شوند. اما ناگهان زندگی همه به خطر می‌افتد زمانی که کل حزب به گروگان گرفته می‌شود. این زوج باید برای نجات عزیزانشان با هم همکاری کنند، اگر در نهایت همدیگر را نکشند.

## بازیگران
- جنیفر لوپز در نقش دارسی ریورا
- جاش دوهامل در نقش تام فاولر
- جنیفر کولیج در نقش کارول فاولر
- سونیا براگا در نقش رناتا اورتیز
- چیچ مارین در نقش رابرت ریورا
- کالی هرناندز در نقش جیمی ریورا
- دسمین بورجس در نقش ریکی
- دارسی کاردن در نقش هریت
- لنی کراویتز در نقش شان هاوکینز
- استیو کولتر در نقش لری فاولر
- ملیسا هانتر در نقش جینی
- آلبرتو آیزاک در نقش ایس
- سلنا تان در نقش مارجی
- الکس ملاری جونیور در نقش داگ-فیس
- تاروث سام در نقش رت-فیس
- ماریا دل مار فرناندز در نقش آماندا

## تولید
در ابتدا قرار بود فیلمبرداری در تابستان ۲۰۱۹ آغاز شود، اما بعداً به ۲۲ فوریه ۲۰۲۱ موکول شد و فیلمبرداری در بوستون و جمهوری دومینیکن انجام شد. جنیفر لوپز در اینستاگرام اعلام کرد که تصویربرداری اصلی به‌طور رسمی در ۲۲ آوریل ۲۰۲۱ به پایان رسیده‌است.

## انتشار
این فیلم در ابتدا قرار بود توسط لاینزگیت در ۲۹ ژوئن ۲۰۲۲ اکران شود. در مارس ۲۰۲۲، استودیو آمازون حقوق این فیلم را به دست آورد و آن را به صورت دیجیتالی در آمازون پرایم ویدئو منتشر خواهد کرد. لاینزگیت حقوق بین‌المللی نمایش فیلم را به دلیل مقررات ایالات متحده در مورد سیاست‌های نمایشی حفظ کرد. در ۲۸ دسامبر ۲۰۲۲ در سنگاپور (از طریق Encore Films) و اندونزی (از طریق Cinema 21) منتشر شد و در ۲۷ ژانویه ۲۰۲۳ در سرویس استریم منتشر خواهد شد.

## بازخورد
در وبگاه جمع‌آوری نقد راتن تومیتوز، ٪۴۵ از ۹۴ بررسی منتقدان مثبت است و میانگینِ امتیاز آن ۵٫۲/۱۰ است. اجماع این وبگاه چنین می‌نویسد: «عروسی شات‌گان ممکن است فقط دعوتی برای فرار باشد که طرفداران کمدی رمانتیک و طرفداران جنیفر لوپز به دنبال آن هستند — اما بیشتر بینندگان دیگر می‌توانند با خیال راحت بدون پشیمانی به دعوت آن پاسخ منفی دهند.» این فیلم در متاکریتیک که از میانگین وزنی استفاده می‌کند، بر اساس نظر ۲۸ منتقدین امتیاز ۴۶ از ۱۰۰ را کسب کرده که نشان‌گر «نقدهای مختلط یا متوسط» است.